# Phillip Walker
Phillip Walker est un musicien de blues, guitariste et chanteur américain né à Welsh, Louisiane le 11 février 1937 et mort à Palm Springs (Californie) le 22 juillet 2010.

## Biographie
Phillip Walker est né le 11 février 1937 à Welsh, Louisiane, septième enfant d'une fratrie de douze. Ses parents, Malvin Walker et Viola Weber, un couple de métayers, s'étaient mariés à respectivement 14 et 13 ans. Sa mère était une créole cajun qui parlait le français, dont la propre mère était une indienne Cherokee; ses cinq frères étaient tous musiciens. En 1945, la famille déménage pour s'installer à Port Arthur (Texas).
Le jeune Phillip commence à jouer de la guitare à l'âge de 12 ans, et il se perfectionne avec les conseils de musiciens locaux, Lonnie Brooks, Lonesome Sundown et Long John Hunter. Il signe son premier engagement en 1953, à l'âge de 16 ans et contre l'avis de son père, dans l'orchestre de Clifton Chenier, ce qui l'amène à effectuer ses premières tournées et même ses premiers enregistrements en tant qu'accompagnateur. En 1957 Phillip s'installe à El Paso (Texas) pour former un duo avec Long John Hunter qui se produit localement durant deux ans.
En 1959, Phillip s'installe à Los Angeles (Californie) où il forme un nouvel orchestre avec son épouse Ina dite Bea Bopp. 
Il ne s'engage dans une véritable carrière solo que neuf ans plus tard. Et c'est en 1971 qu'il enregistre pour le label Joliet son premier succès commercial, Laughin' & Clownin', titre repris sur l'album The Bottom of the Top publié en 1973 sur l'éphémère label Playboy d'Hugh Hefner et qui lui vaut une large notoriété.
Dans les années 70, Phillip Walker enregistre assez régulièrement à Hollywood, sous son nom et également comme
accompagnateur d'Eddie Taylor, Johnny Fuller ou Lonesome Sundown. À la fin de cette décennie, il commence à tourner en Europe, et également au Japon où il enregistre en public l'album The Blues Show! Live at Pit Inn paru en 1980.
Dans les années 80, il poursuit ses tournées et enregistre en solo pour différentes compagnies, et aussi comme sideman de Percy Mayfield. En 1986, il perd son fils unique et son épouse Bea Bopp tombe gravement malade. Elle décédera en 1991. Phillip, qui avait pensé un moment arrêter sa carrière, poursuit cependant son œuvre et enregistre encore plusieurs albums, tous favorablement salués par la critique.
Phillip Walker est décédé le 22 juillet 2010 d'une crise cardiaque à Palm Springs (Californie), à l'âge de 73 ans.

## Discographie
- 1973 : Bottom of the Top (Playboy)
- 1977 : Someday You'll Have These Blues (Joliet)
- 1980 : The Blues Show! Live at Pit Inn (Yupiteru)[a]
- 1982 : From LA to L.A. (Rounder)
- 1984 : Tough As I Want to Be (Rounder)
- 1988 : Blues (Hightone)
- 1994 : Big Blues from Texas (JSP)
- 1995 : Working Girl Blues (Black Top)
- 1998 : I Got a Sweet Tooth (Black Top)
- 1999 : Lone Star Shootout (Alligator) (avec Lonnie Brooks et Long John Hunter)
- 2002 : Live at Biscuits & Blues (M.C.)
- 2007 : Going Back Home (Delta Groove Productions)